# Hermandad de Campoo de Suso
Hermandad de Campoo de Suso település Spanyolországban, Kantábria autonóm közösségben. Hermandad de Campoo de Suso Polaciones, Los Tojos, Bárcena de Pie de Concha, Santiurde de Reinosa, Campoo de Enmedio, Valdeolea, Brañosera és La Pernía községekkel határos. Lakosainak száma 1616 fő (2024).

## Népesség
A település népessége az elmúlt években az alábbi módon változott:
| Lakosok száma | 1893 | 1921 | 1949 | 1855 | 1756 | 1687 | 1612 | 1603 | 1601 | 1616 |
|               | 2001 | 2004 | 2007 | 2009 | 2012 | 2014 | 2017 | 2019 | 2022 | 2024 |